# Allegoria con Marte, Venere, Vittoria e Cupido
Allegoria con Marte, Venere, Vittoria e Cupido è un dipinto del pittore veneziano Paris Bordone (1500-1571), rappresentante della scuola veneta e allievo del Tiziano. Creato intorno al 1560, nel pieno della maturità dell'artista, è tutt'oggi conservato nella collezione del Kunsthistorisches Museum di Vienna.

## Soggetto
Questo dipinto a soggetto mitologico rappresenterebbe un'allegoria del matrimonio, con la coppia di amanti rappresentanti Marte e Venere disposti al centro della composizione e con la presenza, a sinistra, di una divinità alata (probabilmente la dea Vittoria o Ebe) e a destra del dio Cupido, intenti entrambi a donare ai protagonisti del quadro rose e corone di mirto (pianta sacra, secondo il mito greco, alla dea Afrodite, la divinità che verrà legata poi alla Venere romana).

## Dipinto
Il dipinto appare menzionato per la prima volta nel 1643 come parte delle collezioni dell'arciduca Leopoldo Guglielmo d'Austria (1614-1662), militare, vescovo cattolico e collezionista d'arte austriaco, che ereditò dalla matrigna, la mantovana Eleonora Gonzaga, la passione per l'arte, in particolar modo italiana e fiamminga. Nel 1781 il dipinto risulta essere registrato nella collezione imperiale a Vienna.